# Firebrand
Firebrand is een Britse historische dramafilm uit 2023, geregisseerd door Karim Aïnouz naar een scenario van Jessica en Henrietta Ashworth. De film is gebaseerd op de roman Queen's Gambit uit 2013 van de Britse auteur Elizabeth Fremantle.

## Verhaal
De film beschrijft de laatste huwelijksjaren van Catharina Parr als zesde en laatste echtgenote van Hendrik VIII van Engeland. Parr wordt als regent benoemd wanneer haar echtgenoot in het buitenland strijdt. Zij heeft als koningin er alles aan gedaan om in een verdeeld Engeland haar eigen radicale protestantse overtuigingen in de maatschappij te verankeren en haar echtgenoot die chronisch ziek is en daardoor de grip op de werkelijkheid dreigt kwijt te raken gefocust te houden op het landsbelang. Haar politieke overtuigingen leiden echter ook tot spanningen zowel in haar huwelijk als in het land. Na terugkeer van haar echtgenoot is deze geschrokken van de situatie en besluit een jeugdvriendin van zijn vrouw vanwege haar radicale opvattingen te laten executeren op de brandstapel. Parr is hierdoor erg geschokt en vreest dat zij de volgende zal zijn die de woede van Hendrik VIII niet zal overleven.

## Rolverdeling
| Acteur              | Personage         |
| ------------------- | ----------------- |
| Alicia Vikander     | Catharina Parr    |
| Jude Law            | Hendrik VIII      |
| Sam Riley           | Thomas Seymour    |
| Eddie Marsan        | Edward Seymour    |
| Simon Russell Beale | Stephen Gardiner  |
| Erin Doherty        | Anne Askew        |
| Ruby Bentall        | Cat               |
| Bryony Hannah       | Ellen             |
| Maia Jemmett        | Dot               |
| Patsy Ferran        | Prinses Maria     |
| Junia Rees          | Prinses Elizabeth |

## Productie
De film werd in oktober 2021 aangekondigd tijdens de American Film Market. Karim Aïnouz zou regisseren, met Michelle Williams en Jude Law in de hoofdrol. In maart 2022 voegde Alicia Vikander zich bij de cast, ter vervanging van Williams. In mei voegden Sam Riley, Eddie Marsan, Simon Russell Beale en Erin Doherty zich bij de cast die voor de film was aangekondigd.
De filmopnamen begonnen in april tot juni 2022 in Haddon Hall in Bakewell, Derbyshire.

## Release
Firebrand ging op 21 mei 2023 in première in de officiële competitie van het Filmfestival van Cannes.

## Prijzen en nominaties
De belangrijkste:
| Jaar | Prijs                   | Categorie   | Genomineerde(n) | Uitslag     |
| ---- | ----------------------- | ----------- | --------------- | ----------- |
| 2023 | Filmfestival van Cannes | Gouden Palm | Karim Aïnouz    | Genomineerd |